# Dominique Moulon
Pour les articles homonymes, voir Moulon.
Dominique Moulon, né en 1962 à Bourges, a été enseignant, est critique d'art (membre de l'Association Internationale des critiques d'art - AICA France) et commissaire d'exposition français (membre de c-e-a)

## Biographie

### Éducation
Dominique Moulon étudie à l’École nationale supérieure d'art de Bourges (ENSA) où il a obtenu un diplôme national supérieur d'expression plastique (DNSEP) en 1987 avant de valider une maîtrise en Arts plastiques à l’Université Paris-VIII en 1991 et de soutenir la thèse L'art au-delà du numérique : Pratiques et cultures numériques plurielles d’un art contemporain singulier en Arts et Sciences de l’art sous la direction de Norbert Hillaire et Yann Toma à l’Université Panthéon-Sorbonne en 2017.

### Enseignement et recherche
Ayant enseigné le graphisme à l’École professionnelle supérieure d'arts graphiques et d'architecture (EPSAA) de la Ville de Paris entre 1998 et 2024, Dominique Moulon est intervenu en art à l'École de l'Art Institute of Chicago entre 2007 et 2022 et à la Parsons The New School for Design de Paris entre 2013 et 2020.
Tout en menant des recherches articulées autour des arts, technologies et problématiques sociétales, Dominique Moulon intègre en 2013 le laboratoire de recherche Art & Flux de l’Institut Acte de l’Université Panthéon-Sorbonne, devient en 2014 membre de l’Observatoire des mondes numériques en sciences humaines (OMNSH) et anime depuis 2015 les tournages du MOOC Digital de École professionnelle supérieure d'arts graphiques et d'architecture (EPSAA) de la Ville de Paris qu’il coordonne,.

### Critique d’art et commissariat d’expositions
Dominique Moulon est l’auteur des livres Art contemporain nouveaux médias (2011), Art et numérique en résonance (2015), L’art au-delà du digital (2018), Chefs-d'œuvre du XXIe siècle (2021) et d’articles portant sur l’Art numérique au sein d’ouvrages collectifs et de revues dont Art Press depuis 2013, TK-21 depuis 2018 et Art Absolument depuis 2025. Il devient membre de l’Association internationale des critiques d’art (AICA) en 2014 et intègre le salon Turbulences en 2019,,,,.
En 2015, Dominique Moulon est commissaire d’exposition en résidence à la Maison Pop de Montreuil où il organise les expositions Convergence, Ré-émergence et Conséquences. En 2017, il est co-commissaire avec Gilles Alvarez de l’exposition L’origine du monde (numérique) et commissaire des expositions Variation et Jean-Benoit Lallemant : Prophet's Time qui s’inscrivent dans le programme de la Biennale des arts numériques Némo dont il devient commissaire associé en 2019. La même année, il intègre l’Association française des commissaires d'exposition (CEA) et écrit un article dans Art Press sur le Centquatre-Paris intitulé jusqu'ici tout va bien ? Archéologie d'un monde numérique. épisode 1,,,,,,,.
En 2020, puis 2022, Dominique Moulon est co-commissaire avec Alain Thibault des l'expositions Human Learning, en référence à l'apprentissage automatique (en anglais : machine learning) et Decision Making, en référence à l’informatique décisionnelle, au Centre culturel canadien. Il y est question de l'apport des technologies numériques, incluant l'intelligence artificielle, dans l'art contemporain. Dominique Moulon se focalise en 2023 sur les possibles technologiques d’hier devenus réalités aujourd’hui au travers de l’exposition La fusion des possibles à La Topographie de l’Art dans le contexte de l’International Symposium on Electronic Art (ISEA),,.
Dominique Moulon est membre de l'HACNUM et membre de l'association française des commissaires d'exposition c-e-a) 

## Journal d'art contemporain spécialisé dans les nouveaux médias
Depuis 2001, Dominique Moulon crée des journaux sur le net répertoriant l'actualité de l'art numérique avec mediaartdesign.net, nouveauxmedias.net et artinthedigitalage.net.
Ces magazines online qui archivent l'agenda de l'art contemporain technologique international accueillent des articles consciencieux et aiguisés. Ils sont aujourd'hui une bible de référence pour l'écosystème vivant de l'art numérique.

## Publications

### Livres
- Art contemporain nouveaux médias, Nouvelles éditions Scala, Paris, 2011  (ISBN 978-2-35988-038-0)[24],[25]
- Art et numérique en résonance, Nouvelles éditions Scala, Paris, 2015  (ISBN 978-2-35988-156-1), préfacé par Norbert Hillaire.
- L’art au-delà du digital, Nouvelles éditions Scala, Paris, 2011  (ISBN 978-2-35988-197-4)[26],[27].
- Chefs-d'œuvre du XXIe siècle, Nouvelles éditions Scala, Paris, 2021  (ISBN 978-2359882582)[28]

### Participation à des ouvrages collectifs
- L’art du dispositif, in Arts numériques : Tendances, artistes, lieux & festivals, Anne-Cécile Worms (sous la direction), M21, Paris, 2008, p. 22-23  (ISBN 978-2916260334).
- Art interactif, in Art & culture(s) numérique(s), Dominique Rolland (sous la direction), Centre des Arts, Enghien-les-Bains, 2012, p. 50-51  (ISBN 978-2-916639-23-9).
- Art immersif, in Art & culture(s) numérique(s), Dominique Rolland (sous la direction), Centre des Arts, Enghien-les-Bains, 2012, p. 56-57  (ISBN 978-2-916639-23-9).
- Blog archive, in Archive : Auto-archivage immédiat comme œuvre, Julie Morel (sous la direction), École européenne supérieure d'art de Bretagne (EESAB), Rennes, 2013, p. 101-103  (ISBN 978-2-9519868-8-6).
- Interview, in Bill Vorn and his hysterical machines: robotic art and culture, Ryszard W. Kluszczyński (sous la direction), CCA Laznia, Gdansk, 2014, p. 52-73  (ISBN 978-83-61646-051).
- Rapport d’étonnement, in Actes de l’OBS/IN #4, Image & temps réel, Observatoire des pratiques de création de l’image, École nationale supérieure de la photographie (ENSP), Arles, 2015, p. 272-283  (ISBN 979-10-91540-05-6).
- Samuel Bianchini, in 3 Prix AICA France de la critique d’art, Raphaël Cuir (sous la direction), Les Presses du Réel, Dijon, 2016, p. 150-153  (ISBN 978-2-84066-909-8).
- Exhibiting the Museum: The Hybrid Spaces of Workspace Unlimited, in Practicable: From Participation to Interaction in Contemporary Art, Samuel Bianchini & Erik Verhagen (sous la direction), The MIT Press, Leonardo Book Series, Cambridge, 2016, p. 543-549  (ISBN 978-0262034753).
- De la combinatoire à l'œuvre, in Pascal Dombis (monographie), Supernova, Paris, 2018, p. 115-119  (ISBN 978-2-9548180-5-4).
- De la façade à l’interface : connexion, in Lumières de la ville, Louise Poissant (sous la direction), Presses de l'Université du Québec, Montréal, 2018, p. 139-150  (ISBN 978-2-7605-4808-4).
- Art, Technology and Trends, in ats@50: Art and Technology Studies; 1969-2019, Eduardo Kac (sous la direction), School of the Art Institute of Chicago, Chicago, 2019, p. 40-47  (ISBN 978-0-578-51202-0).
- Une petite histoire du vidéomapping d'après Dominique Moulon, in L’image au-delà de l’écran: Le vidéomapping, sous la direction de Daniel Schmitt, Marine Thébault et Ludovic Burczykowski, Iste Editions, Londres, 2019, p. 77-82  (ISBN 978-1-78405-628-5).
- Société de service, in Plateforme 2010 - 2020, Eric Le Maire & François Ronsiaux (sous la direction), Plateforme, Paris, 2020, p. 270-275  (ISBN 978-2-9560284-4-4).
- Du code à l'œuvre, in Plateforme 2010 - 2020, Eric Le Maire & François Ronsiaux (sous la direction), Plateforme, Paris, 2020, p. 374-379  (ISBN 978-2-9560284-4-4).
- Point de vue d'un curateur, critique d'art et enseignant : Entretien avec Dominique Moulon, in Valoriser et diffuser les arts numériques en bibliothèque : Pratiques et enjeux, Julien Devriendt (sous la direction), Presses de l'ENSSIB, Villeurbanne, 2021, p. 34-47  (ISBN 978-2-37546-129-7).
- Japan, Art and Innovation in Transphere 2016 - 2020, Japan Foundation, Tokyo, 2021  (ISBN 978-4-87540-183-4).
- Pluralité des pratiques digitales, in Parcours d'artistes : Pratiques et enjeux, Vincent Lambert (sous la direction), L'Harmattan, Paris, 2022, p. 29-40  (ISBN 978-2-14-025185-6).
- De l’intelligence artificielle à l’œuvre, in IA & Création artistique, Samuel Bianchini, Gaël Lejeune, Dominique Longin, Emmanuel Adam (sous la direction), Association française pour l'intelligence artificielle, Talence, 2024, p. 50-54.
- De la multiplication des points de vue, in Pascal Dombis (monographie), Skira, Paris, 2025, p. 76-81 (ISBN 9782370742650).

### Participation à des catalogues d’exposition
- Cinquante questions pour Eduardo Kac, in La vie, la lumière & le langage, Centre des Arts, Enghien-les-Bains, 2011, p. 10-84  (ISBN 978-2-916639-17-8).
- Entre réel et virtuel in Christophe Luxereau : Esthétique du Vide (monographie), Filigranes Editions, Paris, 2009, p. 3-4  (ISBN 978-2350461755).
- Maurice Benayoun : Open Art 1980-2010, Centre des Arts, Enghien-les-Bains, 2011, 196 pages  (ISBN 978-2-916639-18-5).
- Du Japon, de l’art et de l’innovation, in Daito Manabe + Motoi Ishibashi : Transfère #1, Les Presses du Réel, Dijon, 2016, p. 18-19  (ISBN 978-2-913278-19-6).
- Origen y diversidad de las prácticas digitales contemporanes, in Interactive : Praticas digitales contemporaneas, (catalogue d’exposition), Odalys Ediciones de Arte, Madrid, 2016, p. 23-28  (ISBN 978-84-608-8595-5).
- Entrevistado, in Lawrence Malstaf : a poética da imersão, Centro Cultural Banco do Brasil, San Paulo, 2017, p. 71-81  (ISBN 978-85-89730-24-2).
- Introduction, in Jean-Benoit Lallemant : Prophets’Time, Mairie, Arcueil, 2017, p. 4-5  (ISBN 978-2-9555739-4-5).
- Entretien, in Jean-Benoit Lallemant : Prophets’Time, Mairie, Arcueil, 2017, p. 31-56  (ISBN 978-2-9555739-4-5).
- Capturer l’invisible, Mathilde Lavenne, in Artistes de la Casa de Velázquez. Académie de France à Madrid 2019, Casa de Velázquez, Madrid, 2019, p. 82-83  (ISBN 978-84-9096-078-3).
- Sous le prisme du digital, in Julio Le Parc : l'œuvre infinie, Éditions du Canoë, Paris, 2021, p. 70-73  (ISBN 978-2490251544).
- Mondes Persistants & Pratiques Exploratoires, in Thibault Brunet, Éditions Art [ ] Collector, Paris, 2022, p. 04-05  (ISBN 9791092037050).
- La fusion des possibles, Éditions La Topographie de l'Art, Paris, 2023, p. 04-11.  (ISBN 978-2-36669-067-5).

## Commissariat d’expositions
- L’art et le numérique en résonance 1/3 : Convergence, Maison Pop, Montreuil, 2015.
- L’art et le numérique en résonance 2/3 : Ré-émergence, Maison Pop, Montreuil, 2015.
- L’art et le numérique en résonance 3/3 : Conséquences, Maison Pop, Montreuil, 2015[29].
- Jean-Benoit Lallemant : Prophets' Time, Galerie Julio Gonzalez, Arcueil, 2017[30].
- Human Learning – Ce que les machines nous apprennent, Biennale Némo, avec Alain Thibault au Centre Culturel Canadien, en collaboration avec Catherine Bédard, Paris, 2020[31]. Artistes représentés : Matthew Biederman, Émilie Brout & Maxime Marion, Grégory Chatonsky, Douglas Coupland, Chun Hua Catherine Dong, Émilie Gervais, Sabrina Ratté, David Rokeby, Justine Emard, Olivier Ratsi, Louis-Philippe Rondeau, Samuel St-Aubin, Skawennati, Xavier Snelgrove & Mattie Tesfaldet.
- Duo avec Laurent Pernot[32] ,Salon Turbulences, en collaboration avec Tribew, espace 24Beaubourg, Paris, 2020[33]
- Dialogues autour de l’obsession, Avant Galerie Vossen, Paris, 2021[34].
- Eduardo Kac : Télescope intérieur, Plateforme, Paris, 2021[35].
- Métastabilité & Pantopie, Biennale NOVA_XX, avec Marie du Chastel et  Alain Thibault, Centre Wallonie-Bruxelles, Paris, 2021-2022[36].
- Decision Making – L'instant décisif, Biennale Némo, avec Alain Thibault, au Centre Culturel Canadien, en collaboration avec Catherine Bédard, Paris, 2021-2022[37].
- Art Me!, Galerie Charlot, Paris, 2022[38].
- Computing Beauty, Gallery A.dition, Séoul, 2022[39].
- Thibault Brunet : Mondes Persistants & Pratiques Exploratoires, prix Art [ ] Collector, 24Beaubourg, Paris, 2022[40].
- La fusion des possibles, Topographie de l'Art, Paris, 2023[41].
- Une autre perspective[42], [Senne], Bruxelles, du 20 avril au 7 mai 2023.
- [In]Material, Metahaus, Paris, du 20 au 26 octobre 2023.
- Échantillons de soi[43], CAC La Traverse, Alfortville, du 29 novembre 2023 au 13 janvier 2024.
- En d’infinies variations[44], avec Alain Thibault en collaboration avec Catherine Bédard, Centre Culturel Canadien, Paris, du 7 décembre 2023 au 19 avril 2024.
- Multitude & Singularité[45], Le Bicolore - Maison du Danemark, Paris, du 8 décembre 2023 au 25 février 2024.
- Noise Media Art Fair[46], Kadıköy Kent Museum, Istanbul, du 13 au 21 janvier 2024.
- Réactivations[47], Danae, Paris, du 28 février au 28 mars 2024.
- Réalités alternatives[48], avec Annso Boulan, dans le programme du projet CURA du CNAP, Scène nationale, Aubusson, du 16 mars au 20 avril 2024.
- Memo Akten : Boundaries[49], avec Walter Vanhaerents, Santa Maria dellaVisitazione, Venise, du 20 avril au 24 novembre 2024.
- Ce qui nous rassemble : Langues langages et imaginaires, Festival de la francophonie : Refaire le monde, La Gaîté Lyrique, Paris, du 2 au 6 octobre 2024[50].
- Inquiétantes étrangetés, avec Annso Boulan, dans le programme du projet CURA du CNAP, Scène nationale, Aubusson, du 12 octobre au 24 novembre 2024[51].
- Sommet pour l'action sur l'Intelligence Artificielle, Grand Palais, Paris, les 10 et 11 février 2024[52].
- Paul Duncombe : Mesophotic, Galerie Data, Paris, du 22 au 31 mai 2025[53].